# Hypericum venustum
Hypericum venustum är en johannesörtsväxtart som beskrevs av Edward Fenzl. Hypericum venustum ingår i släktet johannesörter, och familjen johannesörtsväxter. Inga underarter finns listade i Catalogue of Life.